# Dicosmoecus obscuripennis
Dicosmoecus obscuripennis là một loài Trichoptera trong họ Limnephilidae. Chúng phân bố ở miền Tân bắc.